# Алкман
Алкма́н (др.-греч. Ἀλκμάν, 2-я пол. VII в. до н. э.) — древнегреческий поэт, представитель хоровой лирики. Был включен в канонический список Девяти лириков учеными эллинистической Александрии.

## Биографические данные
Алкман жил и работал в Спарте в период после 2-й Мессенской войны. О происхождении Алкмана споры велись уже в древности. Антипатр Фессалоникский писал, что «у поэтов множество матерей», и что Европа и Азия обе претендовали быть родиной Алкмана.
По традиции Алкман родился в спартанской Мессе; по утверждению Суды, Алкман происходил из Сард в Лидии. Утверждение Суды представляется более вероятным, так как 1) в текстах Алкмана прослеживается большое влияние лидийской традиции и культуры; 2) Алкман сам замечает, что перенял своё поэтическое мастерство у «кудахтающей куропатки» (κακκᾰβίζων), которая встречается в Малой Азии и в Греции неизвестна; 3) сохранился отрывок (как считается, обращение девичьего хора к Алкману), где утверждается, что Алкман «не был ни деревенщиной-простаком, ни фессалийцем, ни пастухом-эризихийцем», но родом «из Сард высоких»; 4) Аристотель сообщает, что Алкман приехал в Спарту как раб в семье Агесидов (или Агесидамов), которыми впоследствии был освобожден за своё поэтическое мастерство.
Почти достоверно, что Алкман происходил от родителей-рабов; упоминается также имя его отца, Дамас или Титар. Аристотель также сообщает, что умер Алкман от педикулеза (хотя мог спутать Алкмана с философом Алкмеоном Кротонским). Павсаний сообщает, что могила Алкмана находилась в Спарте рядом с могилой Елены Троянской.

## Тексты
Отрывок из 1-го парфения

(пер. В. В. Вересаев)

...Не видишь? Вон пред нами конь

Енетский. Агесихоры

Волосы, моей сестры

Двоюродной, ярко блещут

Золотом беспримесным.

Лицо же её серебро —

Но что еще тут говорить?

Ведь это — Агесихора!

После Агидо вторая красотою, —

Колаксаев конь за приз с ибенским спорит.

Поднимаются Плеяды

В мраке амбросийной ночи

Ярким созвездьем и с нами, несущими

Плуг для Орфрии, вступают в битву.

Изобильем пурпура

Не нам состязаться с ними.

Змеек пестрых нет у нас

Из золота, нет лидийских

Митр, что украшают дев

С блистающим томно взором.

Пышнокудрой нет Нанно

С Аретою богоподобной,

Нет ни Силакиды, ни Клисисеры:

И, придя к Энесимброте, ты не скажешь:

«Дай свою мне Астафиду!

Хоть взглянула б Янфемида

Милая и Дамарета с Филиллою!»

Агесихора лишь выручит нас.

Разве стройноногая

Не с нами Агесихора?

Стоя возле Агидо,

Не хвалит она наш праздник?

Им обеим, боги, вы

Внемлите. Ведь в них — начало

И конец. Сказала б я:

«Сама я напрасно, дева,

Хором правя, как сова, кричу на крыше,

Хоть и очень угодить хочу Аотис:

Ибо всех она страданий

Исцелительница наших.

Но желанного мира дождалися

Только через Агесихору девы».

Правда, пристяжной пришлось

Её потеснить без нужды.

Но на корабле должны

Все кормчему подчиняться.

В пенье превзошла она

Сирен, а они — богини!

Дивно десять дев поют,

С одиннадцатью равняясь.

Льется песнь её, как на теченьях Ксанфа

Песня лебеди; кудрями золотыми…

Алкман — первый известный по сохранившимся фрагментам поэт, писавший песни для хора. В Спарте, где особенно почитались Аполлон и богиня-девственница Артемида, девичьи хоры парфении были особенно распространены. Для них помимо текстов Алкман создавал мелодии и разрабатывал танцевальные движения.
Корпус текстов Алкмана, собранный александрийскими филологами, составлял 6 книг (ок. 60 произведений). Все эти тексты были утеряны с началом Средневековья; до 1855 Алкман был известен только по цитатам у греческих авторов. В 1855 в захоронении у второй пирамиды в Саккаре был найден первый папирус, содержащий подлинный текст. На папирусе (хранится в Лувре) сохранилось ок. 100 строк парфения. В 1960-е годы в Оксиринхе в раскопках скоплений древнего мусора были найдены новые папирусы с подлинными текстами Алкмана; почти все они являются также отрывками парфениев.

### Тематика
Алкман писал преимущественно пеаны (гимны богам), проомии (вступления к эпическим декламациям) и парфении (песни для женского хора). Из сохранившихся фрагментов (которые с трудом поддаются категоризации) наиболее значимы отрывки из пеанов Зевсу Пифийскому, Кастору и Полидевку, Гере, Аполлону, Артемиде, Афродите, а также отрывок из парфения.
Парфений отличался от гипорхемы отсутствием экспрессивной мимики и быстрого танца, был ближе к торжественному просодию, оставаясь грациозным. Фрагмент сохранившегося парфения насчитывает 101 строку (семь строф по 14 стихов, 30 из которых серьёзно повреждены). Парфений был написан в честь Артемиды Орфии.
Текст сложен из отдельных частей, связанных между собой формулами, определяющими конец одного и начало другого сюжета: 1) прославление древних героев Спарты братьев Диоскуров, затем сыновей Гиппокоонта, убитых Гераклом; 2) размышления о могуществе богов и бренности человеческой жизни, вытекающие из этого моральные предписания; 3) прославление самого хора, который исполнял парфений, его руководительницы и отдельных участниц, которые исполняли танец. Интонация сохранившейся части парфения камерная, свободная; описание девушек изящно и деликатно, не лишено юмора.
Алкман также писал гипофегматы (танцевальные песни), эротики (любовные песни), эпиталамии (свадебные песни), сколии (застольные песни). Тексты Алкмана отличаются непринужденностью, отсутствием характерной для Спарты строгости; легки и подвижны сами размеры.
Алкман, возможно, также писал хоры для мальчиков. Афиней приводит сообщение спартанского историка II в. до н. э. Сосибия о том, что песни Алкмана исполнялись во время гимнопедий: «У ведущих хоров на голове тирейские короны, в память о победы на Тирейских празднествах, на которых они также справляют гимнопедии. Всего хоров три — впереди хор мальчиков, справа хор стариков, слева хор мужчин; они танцуют, обнаженные, исполняя песни Талета, Алкмана и пеаны Дионисидота Лаконца».

### Метр

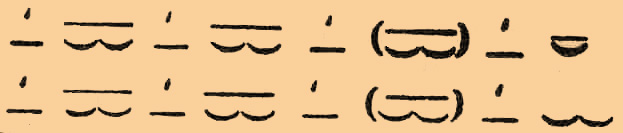

Сохранившиеся фрагменты в основном делятся на строфы большого размера; используются стихи различных метров, по 9—14 стихов в строфе. Чаще всего Алкман использует гекзаметр и тетраметр; характерная для Алкмана двустрочная система из дактилического гекзаметра и дактилического тетраметра получила название Алкмановой строфы. Метрические нововведения Алкмана очень важны; он употребляет не только все метры, которые использовались до него — гекзаметр, ямб, хорей, амфимакр, но вводит, например, бакхий (краткий и два долгих). В своем разнообразии метрики Алкман стал образцом для позднейших поэтов.

### Диалект
Павсаний сообщает, что хотя Алкман писал на дорийском диалекте, который отличался известной неблагозвучностью, диалект ни в коем случае не портит прелести его песен. Дорийский диалект имеет в первую очередь орфографические особенности, например, α = η, ω = ου, η = ει, σ = θ, отличается акцентуацией; однако неясно, присутствовали эти особенности в исконных текстах Алкмана или были добавлены позже при копировании его текстов, для удобства исполнителей. Возможно, тексты были обработаны в Александрии, грамматики которой таким образом приводили текст к современному им дорийскому диалекту.
Аполлоний Дискол сообщает, что Алкман писал на эолийском диалекте. Утверждение Аполлония основано на факте употребления Алкманом дигаммы и также таких не-дорийских элементов так σδ = ζ, -οισα = -ουσα; но в первом случае дигамма все-таки использовалась и в дорийском диалекте, во втором подобные элементы были известны у многих пост-гомеровских лириков.
Английский филолог Денис Пейдж делает следующие выводы о подлинном языке Алкмана: 1) подлинным диалектом сохранившихся фрагментов Алкмана преобладающе является лаконское просторечье; 2) очевидных свидетельств присутствия чужих диалектов нет; 3) из чужих не-лаконских особенностей присутствуют только эпические элементы; они представлены бессистемно и встречаются главным образом во фрагментах, где метр и тема заимствованы из эпической традиции.
Датский филолог Джордж Хиндж утверждает обратное: Алкман писал на «общем языке поэзии», но песни, будучи предназначены для исполнения спартанцами, были переписаны в соответствии с нормами лаконской акцентуации и орфографии в III в. до н. э.
По просодическому, мофонологическому и фразеологическому анализу текстов, Алкман более всего близок к гомеровской традиции.

## Художественные достоинства
«Ноктюрн»

(пер. В. В. Вересаев)

Спят вершины высокие гор и бездн провалы,

Спят утесы и ущелья,

Змеи, сколько их черная всех земля ни кормит,

Густые рои пчел, звери гор высоких

И чудища в багровой глубине морской.

Сладко спит и племя

Быстролетающих птиц...

Независимо от темы, тексты Алкмана отличает ясный, легкий, очаровательный тон, что постоянно упоминают античные комментаторы. Присутствуют детальные описания обрядов и религиозных празднеств (контекст большинства таких деталей восстановить сегодня не удается).
Язык Алкмана богат визуальными образами. Он создает прекрасные метафоры, называя, например, морскую пену «цветком волны», поросшие лесом горы — «грудью темной ночи» и т. п. Алкману принадлежит первая в своем роде картина тишины вечера; известный фрагмент (названный в наше время «ноктюрном») описывает глубокий покой природы после наступления ночи.
Темы лирики Алкмана разнообразны. В тексте, известном как Фрагмент 39, он обращается к Музам с просьбой «зачать прелестную песню» и «зажечь покоряющей страстью» гимн, при этом полушутя сообщает, что мелодию и слова он заимствовал у куропаток. Он увещевает своё сердце беречься Эрота, который «бешеный дурачится, как мальчик» и «милостью Киприды нисходит вновь, согревая сердце»; выражает своё восхищение: «Между дев, что на свет солнца глядят, вряд ли, я думаю, // Будет в мире когда хоть бы одна дева столь мудрая» и т. п. Эротики Алкмана в древности высоко ценились.
Такому поэтическому настроению у Алкмана в то же время сопутствует настоящий натурализм, когда он, например, хвалит свою простую пищу и заявляет о невозможности наесться досыта. Алкман ценит «железный меч не выше прекрасной игры на кифаре»; не чужд пессимизму: «И нить тонка, и жестока Ананке!».

## Значение
В Спарте, где на протяжении нескольких столетий Алкман был глубоко почитаем, ему был установлен памятник. В эллинистической Александрии его чтили и изучали, включив в канонический список Девяти лириков; александрийские филологи собрали его сочинения в шести книгах (все они были утрачены в начале Средневековья). Алкмана считают одним из основателей поэзии — он обрабатывал импровизированные песнопения, происходящие из древней музыкально-танцевальной традиции, войдя в число тех, кто трансформировал культуру музыкально-танцевальную в культуру собственно поэтическую. Прославление в гимнах Алкмана простых людей наряду с богами и героями является характерным нововведением, свидетельствующим о прогрессе светской поэзии, возникшей в недрах религиозной песенной культуры.